# De Puta Madre 69
De Puta Madre  is een kledingmerk, vooral bekend van T-shirts met aandachttrekkende teksten. Het bedrijf is ondanks zijn Spaanse naam gevestigd in Rome. 
Volgens de verhalen werd het merk opgericht door Ilan Fernández, een Colombiaanse ex-gevangene en drugsdealer. Om zich in de gevangenis van Barcelona ergens mee bezig te houden, begon deze T-shirts te bedrukken. Toen hij vrij kwam, startte hij het bedrijf, samen met een financiële investeerder en de ontwerper Mushi. Ook de officiële teksten van het merk bevestigen dit verhaal, maar het is onduidelijk of het op waarheid berust of slechts een promotieverhaal is.
Hoewel de naam van het merk in eerste instantie wat vreemd aandoet, puta is Spaans voor hoer en madre is moeder, is "De puta madre!" een normale uitdrukking onder (jonge) Spanjaarden om aan te geven dat iets erg goed is (Het is geweldig!).